# Astyanax orthodus
Astyanax orthodus és una espècie de peix de la família dels caràcids i de l'ordre dels caraciformes.

## Morfologia
- Els mascles poden assolir 10 cm de llargària total.[4][5]

## Alimentació
Menja llavors i insectes aquàtics i terrestres.

## Hàbitat
Viu a àrees de clima tropical entre 24 °C-28 °C de temperatura.

## Distribució geogràfica
Es troba a Sud-amèrica: conca del riu Atrato.